# Língua shi
Shi, ou Mashi, é uma língua bantu da República Democrática do Congo. Os falantes de Mashi são conhecidos como Bashi. Eles constituem a maior tribo do Quivu do Sul, cuja capital é Bukavu. 
Os Bashi são uma população bantu (10 a 25 milhões) da África Central estabelecida principalmente no território Bashi - no extremo leste da República Democrática do Congo, nos territórios de Walungu, Kabare, Mwenga, Kalehe, idjwi parte de fiz e shabunda e Uvira. Sua cidade de referência é Bukavu. Eles também estão amplamente presentes no Quivu do Norte e Goma. É o grupo étnico mais presente na República Democrática do Congo, pois está presente em todos os lugares, em todas as cidades e especialmente em Kinshasa. Juntamente com o povo Nande, eles também são o grupo mais empreendedor. 
Os Bashi ocupam uma vasta região conhecida como Bushi. Assim como Ngweshe, Kabare, Katana, Luhuinja, Burhinyi, Kaziba, Nyengezi e Idjui, onde vivem os Bahavu, que também fazem parte deste grupo; Idjui é uma grande ilha no lago Kivu, entre a República Democrática do Congo e Ruanda.

## Fonologia

### Consoantes
|                   |                | Labial | Dental/ Alveolar | Post-alv./ Palatal | Velar | Glottal |
| ----------------- | -------------- | ------ | ---------------- | ------------------ | ----- | ------- |
| Nasal Oclusiva    | Nasal Oclusiva | m      | n                | ɲ                  |       |         |
| Plosiva/ Africada | surda          | p      | t                | t͡ʃ                 | k     |         |
| Plosiva/ Africada | sonora         | b      | d                | d͡ʒ                 | ɡ     |         |
| Fricativa         | surda          | f      | s                | ʃ                  |       | h       |
| Fricativa         | sonora         | v      | z                |                    |       |         |
| Rótica            | surda          |        | r̥                |                    |       |         |
| Rótica            | sonora         |        | r                |                    |       |         |
| Lateral           | Lateral        |        | l                |                    |       |         |
| Aproximante       | Aproximante    | w      |                  | j                  |       |         |

- Os sons /t, d, n/ são comumente ouvidos como dentais [t̪, d̪, n̪]. */d͡ʒ/ também pode ser ouvido como uma fricativa [ʒ].[1]

### Vogais
|              | Anterior | Central | Posterior |
| ------------ | -------- | ------- | --------- |
| Fechada      | i iː     |         | u uː      |
| Meio Fechada | e eː     |         | o oː      |
| Aberta       |          | a aː    |           |